# Thomas Gayet
 (juillet 2025).
Motif : Sources peu ou pas centrées.
- Archive Wikiwix
- Bing
- Cairn
- DuckDuckGo
- E. Universalis
- Gallica
- Google
- G. Books
- G. News
- G. Scholar
- Persée
- Qwant
- (zh) Baidu
- (ru) Yandex
- (wd) trouver des œuvres sur Wikidata

| 1. | Préciser le motif de la pose du bandeau. | Précisez le motif de la pose du bandeau en utilisant la syntaxe suivante : {{admissibilité à vérifier\|date=août 2025\|motif=remplacez ce texte par le motif}}                    |
| 2. | Informer les utilisateurs concernés.     | Pensez à avertir le créateur de l'article, par exemple, en insérant le code ci-dessous sur sa page de discussion : {{subst:avertissement admissibilité à vérifier\|Thomas Gayet}} |

Œuvres principales
Self Control, Ministrose
Thomas Charles Léon Gayet, connu sous le nom d'usage Thomas Gayet est né en 1988 à Paris. Il est auteur, scénariste et personnalité d'Internet française.  

## Biographie
Né à Paris d'un père directeur des ressources humaines et d'une mère au foyer, Thomas Gayet a étudié à Sciences Po avant de devenir auteur. Il a publié son premier roman, CineCittà, en 2012 aux Éditions La Tengo, illustré par Ulysse Gry. Ministrose, son deuxième roman, sort en 2014 aux éditions La Tengo et chez J'ai Lu en 2015. Depuis 2015, il collabore avec Paul Bianchi. Ensemble, ils ont publié deux romans chez Nova Editions, Burn Out (2019) et Self Control (2019),. Ils sont également les créateurs du jeu de société Délit de faciès, publié aux éditions Hachette en 2021.

## Carrière
Après plusieurs années à passer d'un petit travail à l'autre (il a notamment travaillé dans des CE et des CHSCT, une expérience qui lui servira pour Burn out), Thomas Gayet devient journaliste audiovisuel en 2010 pour la chaîne LCP. Il anime notamment une chronique dans l'émission Com' en politique, animée par Thomas Hervé.
De 2010 à 2013, il défend le cinéma indépendant auprès de l'ACOR en présentant des films dans les salles partenaires de l'association. 
En 2011, il écrit le scénario de La Révolution mais pas trop, pour la revue Charles, en collaboration avec le dessinateur Ulysse Gry, mieux connu sous le nom d'Ulystrations,.
À compter de 2015, il collabore presque exclusivement avec Paul Bianchi. Ensemble, ils écrivent des scénarios pour le cinéma ainsi que des romans interactifs.
En 2016, il rejoint l'équipe du média d'influence Topito. 
En 2017, il est un collaborateur régulier de l'émission Smt! (anciennement Sérieusement!) coproduit par Deezer et Brain magazine. 
En 2018, il prend en charge la page Président de Brain magazine.
Depuis 2019, il écrit des pastilles pour le YouTubeur Sofyan avec son complice de toujours, Paul Bianchi.